# Albert Enzian
Albert Enzian ist die Hauptfigur der gleichnamigen Comic-Serie, im französischen Original Achille Talon (wörtlich: Achilles Ferse).
Es gab auch eine Zeichentrickserie zu Achille Talon, die in Deutschland unter dem Titel Walter Mellon ausgestrahlt wurde, inhaltlich jedoch wenig mit den Comics zu tun hat.

## Entstehung
Die Reihe wurde 1963 von Michel Régnier (besser bekannt unter seinem Pseudonym Greg) für das Magazin Pilote entwickelt. In Deutschland debütierte die Comic-Serie von 1975 bis 1977 im Magazin MV-Comix des Ehapa-Verlags. Von den in Frankreich erschienenen inzwischen 48 Alben wurden in Deutschland nur wenige veröffentlicht: neun Bände bei Ehapa (1976–1983), drei Taschenbücher in der Carlsen Reihe 16/22 (1983–1985)  sowie zwei weitere Bände, die 1992 und 1994 im Delta-Verlag unter dem französischen Originaltitel erschienen.
Die deutschen Bände bestehen größtenteils aus zweiseitigen Geschichten. Lediglich Band 5 und Band 6 erzählen eine durchgehende Geschichte.
Die ersten 42 Alben stammen komplett aus der Feder von Greg. Seit seinem Tod im Jahr 1999 gab es nur eine Handvoll weitere Folgen, mit ständig wechselnden Zeichner-Texter-Paaren.

## Figuren der Comic-Serie
- Albert Enzian ist ein kleinbürgerlicher, vielleicht etwas spießiger Junggeselle mit einem Hang zu großen und oft besserwisserischen Reden. Da er stark von seinem Können überzeugt ist, versucht er immer, recht zu haben, zu bekommen, sich selbst in den Vordergrund zu stellen und vor allem Rededuelle mit Halbwissen und Floskeln zu gewinnen.

- Jeremias Nörgel ist der Nachbar von Albert Enzian, der vor keiner Auseinandersetzung zurückschreckt.

- Alois Gotthilf Hyazinth Enzian ist der bärtige und meist gut gelaunte Vater von Albert Enzian, der einem guten Bier nie abgeneigt ist.

## Achille Talon im französischenTintin
Von 1975 bis 1977 erschienen im französischen Wochenblatt Tintin insgesamt sechs albenlange Geschichten mit Albert Enzian. Es handelt sich um die folgenden Geschichten:
- L’homme à deux têtes

auf Deutsch als 5. Album unter dem Titel Die Geschichte vom Doppelgänger
- Le quadrumane optimiste

keine deutsche Veröffentlichung
- Le trésor de Virgule

auf Deutsch als 6. Album unter dem Titel Der Schatz von Platopabo
- Le roi des Zôtres

keine deutsche Veröffentlichung
- Le coquin de sort

keine deutsche Veröffentlichung
- Le grain de la folie

keine deutsche Veröffentlichung